# Hans Asper

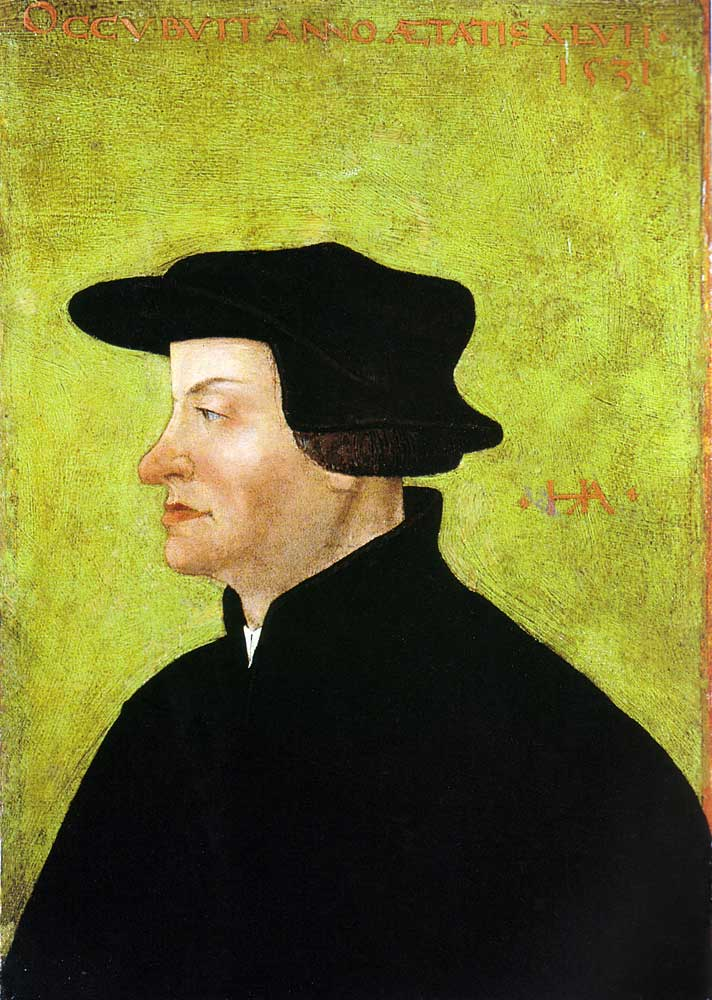
Retrato de Huldrych Zwingli, pintado por Hans Asper.

Hans Asper (1499 - 21 de marzo de 1571) fue un pintor suizo.

## Biografía
Vivió gran parte de su vida en Zúrich. No se conocen detalles de su vida hasta 1526, cuando contrajo matrimonio con la hija de Ludwig Nöggi, un carpintero que era concejal del ayuntamiento, y su primer trabajo data de 1531.
Pintó en una variedad de estilos y es conocido por su estudio de flores y frutas. Muchos de sus trabajos se han perdido. Sus retratos muestran afinidad por el trabajo de Hans Holbein; entre sus obras más importantes destaca el retrato de Ulrico Zuinglio. Se le atribuyen además las ilustraciones de Historia Animalium del naturista Conrad Gesner.
Aunque Asper fue reconocido por los ciudadanos de Zúrich y honrado con una medalla, el pintor murió en la pobreza. Dos de sus once hijos, Hans Rudolf Asper y Rudolf Asper, fueron también pintores.